# Xenagoniates
Genre
Xenagoniates est un genre de poissons téléostéens de la famille des Characidae et de l'ordre des Characiformes. Le genre Xenagoniates est mono-typique, c'est-à-dire qu'il n'est composé que d'une seule espèce, Xenagoniates bondi.

## Liste d'espèces
Selon FishBase (14 juin 2015):
- Xenagoniates bondi Myers, 1942